# 立法院議員選挙
立法院議員選挙（りっぽういんぎいんせんきょ）とは、アメリカ施政権下の沖縄における立法機関である立法院の議員を選ぶために実施された選挙である。第1回と第2回は琉球政府立法議員選挙法（米国民政府布令第57号）にて、第3回以降は立法院議員選挙法を根拠法令として行われた。立法院議員の任期は当初2年で、後に3年になった。
任期満了に伴う選挙のことを「総選挙」といい、任期満了日の前30日以内に行われる。

## 選挙権および被選挙権
選挙権は20歳以上、被選挙権は25歳以上の「琉球住民」（沖縄に本籍を有する日本国民のこと）に与えられる。1968年の改正で、本土に本籍を有する日本国民にも与えられた。

## 選挙方式
当初の選挙制度は中選挙区制であったが、1954年に小選挙区制に改められた。小選挙区導入は、米軍の布令によるものであり、米軍から共産主義政党と疑われていた沖縄人民党を立法院から締め出し、親米派の琉球民主党を多数当選させることを狙ったものであった。事実、米軍は公然と｢大、中選挙区制では、浮動票による共産主義者の進出を容易にする｣と語っていた他、当時那覇市長の職にあり、後に琉球政府の行政主席に就任した当間重剛は「日本占領後の国際情勢の変化で、米国は反共への政策を転換し、沖縄でも人民党を容共と警戒して駆逐しようとした。小選挙区制は、その手段であった」、｢私は米民政府のフライマス氏から那覇市の選挙区の区割について相談を受けた。人民党勢力を議会からシャットアウトするのがねらいだった。那覇の区割りは私がした｣と後に語っている。

## 選挙区区域

### 1956年1月31日施行時
| 選挙区     | 区域 |
| ---------- | --- |
| 第1選挙区  | 国頭村、大宜味村、東村 |
| 第2選挙区  | 羽地村、屋我地村、伊平屋村、伊是名村 |
| 第3選挙区  | 今帰仁村、上本部村 |
| 第4選挙区  | 本部町、伊江村 |
| 第5選挙区  | 名護町、屋部村 |
| 第6選挙区  | 久志村、宜野座村、金武村、恩納村 |
| 第7選挙区  | 石川市、美里村 |
| 第8選挙区  | 具志川村 |
| 第9選挙区  | 勝連村、与那城村 |
| 第10選挙区 | 読谷村、嘉手納村 |
| 第11選挙区 | 越来村、北谷村 |
| 第12選挙区 | 北中城村、中城村、西原村 |
| 第13選挙区 | 宜野湾村、浦添村 |
| 第14選挙区 | 那覇市（大中区、当蔵区、赤平区、金城区、赤田区、崎山区、汀良区、鳥堀区、儀保区、久場川区、平良区、大名区、末吉区、石嶺区、寒川区、山川区、真和志区、池端区、桃原区）       |
| 第15選挙区 | 真和志市（三原区及び繁多川区の北部地区） |
| 第16選挙区 | 真和志市（栄町区及び松川区の南部地区） |
| 第17選挙区 | 那覇市（一区から五区までの地区、崇元寺町） |
| 第18選挙区 | 那覇市（六区から十一区まで、美栄橋区、美栄橋町、辻町、若狭町、前島町、泊埋立地区、久米町、上之蔵町、天妃町、旭町、松山町、高橋町、松下町、久茂地町、西本町、西新町、東町） |
| 第19選挙区 | 那覇市（松尾区、上泉区、楚辺一区、楚辺二区、美田区、壷川区、奥武山区、ペリー区、下泉区、通堂町、垣花町、住吉町）                                                           |
| 第20選挙区 | 粟国村、渡名喜村、座間味村、渡嘉敷村、仲里村、具志川村（久米島）、南大東村、北大東村                                                                                       |
| 第21選挙区 | 豊見城村、兼城村、那覇市（田原区、小禄区、金城区（小禄）、赤嶺区、安次嶺区、鏡水区、大嶺区、当間区、宮城区、高良区、具志区、宇栄原区）                                     |
| 第22選挙区 | 糸満町、高嶺村、三和村 |
| 第23選挙区 | 具志頭村、佐敷村、知念村、玉城村 |
| 第24選挙区 | 与那原町、東風平村、南風原村、大里村 |
| 第25選挙区 | 平良市 |
| 第26選挙区 | 城辺町、上野村 |
| 第27選挙区 | 下地町、伊良部村、多良間村 |
| 第28選挙区 | 石垣市、与那国町 |
| 第29選挙区 | 大浜町、竹富町 |

### 1965年6月15日改訂
| 選挙区     | 区域 |
| ---------- | --- |
| 第1選挙区  | 国頭村、大宜味村、東村 |
| 第2選挙区  | 羽地村、屋我地村、伊平屋村、伊是名村 |
| 第3選挙区  | 今帰仁村、上本部村 |
| 第4選挙区  | 本部町、伊江村 |
| 第5選挙区  | 名護町、屋部村 |
| 第6選挙区  | 久志村、宜野座村、金武村、恩納村 |
| 第7選挙区  | 石川市、美里村 |
| 第8選挙区  | 具志川村 |
| 第9選挙区  | 勝連村、与那城村 |
| 第10選挙区 | 読谷村、嘉手納村 |
| 第11選挙区 | コザ市（越来区、城前区、照屋区、安慶田区、住吉区、室川区、コザ区、八重島区、センター区、胡屋区、園田区） |
| 第12選挙区 | コザ市（第11選挙区のコザ市の地域を除く。）、北谷村 |
| 第13選挙区 | 北中城村、中城村、西原村 |
| 第14選挙区 | 宜野湾市 |
| 第15選挙区 | 浦添村 |
| 第16選挙区 | 那覇市（首里末吉町、首里大名町、首里平良町、首里石嶺町、首里儀保町、首里赤平町、首里久場川町、首里桃原町、首里大中町、首里当蔵町、首里汀良町、首里鳥堀町、首里山川町、首里池端町、首里真和志町、首里寒川町、首里金城町、首里崎山町、首里赤田町）     |
| 第17選挙区 | 那覇市（字安謝、字天久、字上之屋、字銘苅、字安里、字真嘉比、字古島、旧第15選挙区の字大道） |
| 第18選挙区 | 那覇市（字松川、字繁多川、字真地、字識名、字上間、字仲井間、字国場、旧第16選挙区の字大道） |
| 第19選挙区 | 那覇市【字与儀（第20・21・22選挙区の字与儀の地域を除く。）、字古波蔵（第22選挙区の字古波蔵の地域を除く。）、字寄宮（第20選挙区の字寄宮の地域を除く。）】                                                                                             |
| 第20選挙区 | 那覇市（一区から五区までの地区、崇元寺町） |
| 第21選挙区 | 那覇市（六区から十一区まで、美栄橋区、美栄橋町、辻町、若狭町、前島町、泊埋立地区、久米町、上之蔵町、天妃町、旭町、松山町、高橋町、松下町、久茂地町、西本町、西新町、東町）                                                                           |
| 第22選挙区 | 那覇市（松尾区、上泉区、楚辺一区、楚辺二区、美田区、壷川区、奥武山区、ペリー区、下泉区、通堂町、垣花町、住吉町） |
| 第23選挙区 | 粟国村、渡名喜村、座間味村、渡嘉敷村、仲里村、具志川村（久米島）、南大東村、北大東村 |
| 第24選挙区 | 那覇市【（字田原、字小禄（第22選挙区の字小禄の地域を除く。）、字金城、字赤嶺、字安次嶺、字鏡水、字大嶺、字当間、字宮城、字高良、字具志、字宇栄原、鏡原町）】、豊見城村、糸満町（字照屋、字兼城、字座波、字賀数、字北波平、字武富、字阿波根、字潮平） |
| 第25選挙区 | 糸満町（第24選挙区の糸満町の地域を除く。） |
| 第26選挙区 | 具志頭村、佐敷村、知念村、玉城村 |
| 第27選挙区 | 与那原町、東風平村、南風原村、大里村 |
| 第28選挙区 | 平良市 |
| 第29選挙区 | 城辺町、上野村 |
| 第30選挙区 | 下地町、伊良部村、多良間村 |
| 第31選挙区 | 石垣市（第32選挙区の石垣市の地域を除く。）、与那国町 |
| 第32選挙区 | 石垣市（字真栄里、字開南、字久宇良、字平得、字白保、字吉野、字大浜、字大里、字平久保、字磯辺、字星野、字平野、字宮良、字伊野田、字野底、字川原、字伊原間、字大野、字三和、字明石、字真栄里山）、竹富町                                               |

## 立法院議員選挙の一覧

### 立法院議員総選挙
| 回                    | 投票日         | 投票率 | 定数 | 備考                                                       |
| --------------------- | -------------- | ------ | ---- | ---------------------------------------------------------- |
| 第1回立法院議員総選挙 | 1952年3月2日   | 86.1%  | 31   |                                                            |
| 第2回立法院議員総選挙 | 1954年3月14日  | 80.31% | 29   | 奄美群島日本復帰に伴う定数減。この選挙から小選挙区制を導入 |
| 第3回立法院議員総選挙 | 1956年3月11日  | 78.94% | 29   |                                                            |
| 第4回立法院議員総選挙 | 1958年3月16日  | 80.24% | 29   |                                                            |
| 第5回立法院議員総選挙 | 1960年11月13日 | 84.72% | 29   |                                                            |
| 第6回立法院議員総選挙 | 1962年11月11日 | 83.68% | 29   | 任期が3年に延長                                            |
| 第7回立法院議員総選挙 | 1965年11月14日 | 83.45% | 32   | 定数が32人になる                                           |
| 第8回立法院議員総選挙 | 1968年11月10日 | 89.12% | 32   |                                                            |

### 立法院議員特別選挙
| 回                  | 選挙区     | 投票日         | 選挙事由                 | 当選者       | 備考 |
| ------------------- | ---------- | -------------- | ------------------------ | ------------ | --- |
| 第1回立法院議員選挙 | 第1選挙区  | 1952年8月24日  | 当選取消し（平川国高）   | 中村安太郎。 | |
| 第1回立法院議員選挙 | 第4選挙区  | 1953年4月1日   | 死亡（天願朝順）         | 天願朝行     | 天願朝行は1953年4月14日、米国民政府によって当選取消し                                                                       |
| 第1回立法院議員選挙 | 第4選挙区  | 1953年5月31日  | 当選無効（天願朝行）     | 無し         | 立候補者及び推薦届出が無く、投票は実施されず。                                                                              |
| 第1回立法院議員選挙 | 第4選挙区  | 1953年6月3日   | 当選無効（天願朝行）     | 城間盛茂     | 城間が無投票当選 |
| 第1回立法院議員選挙 | 第3選挙区  | 1953年4月25日  | 死亡（幸地新蔵）         | 仲原英通     | |
| 第2回立法院議員選挙 | 第18選挙区 | 1954年12月5日  | 議員失職（瀬長亀次郎）   | 真栄田世勲   | 12月5日の選挙では仲本為美が当選となったが、次点だった真栄田より当選無効の訴訟提起が為され、判決の結果、仲本の当選は取消し。 |
| 第2回立法院議員選挙 | 第20選挙区 | 1955年3月6日   | 当選取消し（安谷屋周良） | 安谷屋周良   | |
| 第2回立法院議員選挙 | 第23選挙区 | 1955年3月27日  | 当選無効（石嶺真誠）     | 石嶺真誠     | |
| 第2回立法院議員選挙 | 第22選挙区 | 1955年7月17日  | 死亡（玉城瑩）           | 金城明       | |
| 第3回立法院議員選挙 | 第25選挙区 | 1956年11月11日 | 選挙無効                 | 真栄城徳松   | |
| 第3回立法院議員選挙 | 第18選挙区 | 1957年8月25日  | 議員辞職（安里積千代）   | 宮良寛才     | |
| 第4回立法院議員選挙 | 第26選挙区 | 1959年3月22日  | 当選取消し（砂川武雄）   | 砂川武雄     | 砂川の無投票当選 |
| 第4回立法院議員選挙 | 第20選挙区 | 1959年8月12日  | 当選取消し（太田昌知）   | 田原秀忠     | 仲里村・具志川村で再選挙実施。                                                                                              |
| 第5回立法院議員選挙 | 第24選挙区 | 1961年9月3日   | 当選無効（端慶覧長仁）   | 端慶覧長仁   | 端慶覧以外の立候補者は無かった為、無投票当選。                                                                              |
| 第6回立法院議員選挙 | 第27選挙区 | 1963年12月29日 | 議員辞職（垣花恵昌）     | 垣花恵昌     | 垣花以外の立候補者は無かった為、無投票当選                                                                                  |
| 第7回立法院議員選挙 | 第3選挙区  | 1966年7月12日  | 議員辞職（中村晄兆）     | 吉田光正     | |
| 第8回立法院議員選挙 | 第1選挙区  | 1970年11月1日  | 議員辞職（国場幸昌）     | 宮里松次     | |
| 第8回立法院議員選挙 | 第4選挙区  | 1970年12月6日  | 議員辞職（山川泰邦）     | 渡久地政仁   | 無投票当選 |
| 第8回立法院議員選挙 | 第21選挙区 | 1970年12月6日  | 議員辞職（瀬長亀次郎）   | 上江洲安健   | |
| 第8回立法院議員選挙 | 第22選挙区 | 1970年12月6日  | 議員辞職（安里積千代）   | 安里政芳     | |
| 第8回立法院議員選挙 | 第7選挙区  | 1971年3月7日   | 死亡（山城長弘）         | 小渡三郎     | |

出典：七・立法院議員及び県議会議員、沖縄戦後選挙史編集委員会編『沖縄戦後選挙史』（沖縄県町村会）第1巻、47～54頁